# Accords d'Alger (1975)
Pour les articles homonymes, voir Accords d'Alger.
Les accords d'Alger du 6 mars 1975 sont un traité signé entre l'Irak et l'Iran à propos de la dispute sur la démarcation de la rivière frontalière de Chatt-el-Arab. L'autre point-clé des accords est l'arrêt du soutien iranien aux Kurdes luttant contre le régime irakien. À la suite de ceux-ci, Mustafa Barzani et plus de 100 000 combattants kurdes se sont enfuis en Iran, tandis que des milliers d'autres se sont rendus aux forces irakiennes.
Le traité a été remis en cause par l'Irak et les deux parties sont entrées en guerre en partie pour cette raison (guerre Iran-Irak) cinq ans plus tard. Cette guerre n'a causé aucun changement de frontière et a entériné un retour au statu quo ante bellum.